# 迪克森縣
迪克森县（英語：Dickson County）是美國田納西州北部的一個縣。面積1,119平方公里。根据美國2000年人口普查，共有人口49,015人。縣治夏洛特 （Charlotte），最大城市迪克森（Dickson）。
成立於1803年10月25日。縣名紀念醫生、州眾議員、聯邦眾議員、納什維爾大學校董會成員威廉·迪克森。